# André Van Herpe
André Van Herpe (Eine, 26 oktober 1933 – Gent, 26 maart 2024) was een Belgisch voetballer die speelde als middenvelder. Hij voetbalde in Eerste klasse bij La Gantoise en speelde zeven interlandwedstrijden met het Belgisch voetbalelftal.

## Loopbaan

### Jeugd
André Van Herpe begon op 12-jarige leeftijd te voetballen bij Merksplas SK. Door zijn studies voor onderwijzer kwam Van Herpe later in Gent terecht, waar hij tekende bij La Gantoise, het latere KAA Gent.

### Als speler
Van Herpe debuteerde in 1951 als middenvelder in het eerste elftal van Eersteklasser La Gantoise en verwierf er al snel een vaste basisplaats. Hij vormde er met Richard Orlans een sterk middenveld en werd met de ploeg tweede in 1955 en driemaal derde (1954, 1957 en 1958). Van Herpe bleef er voetballen tot in 1962. Daarna speelde hij nog een seizoen bij Racing Club Brussel, een seizoen bij Royal Racing White en twee seizoenen bij Stade Kortrijk. In totaal speelde Van Herpe 243 wedstrijden in Eerste klasse en scoorde hierbij 33 doelpunten.
Tussen 1956 en 1958, de sterkste periode van La Gantoise, werd Van Herpe 10 maal geselecteerd voor het Belgisch voetbalelftal. Hij speelde in totaal zeven wedstrijden (meestal samen met ploeggenoot Richard Orlans) en scoorde één doelpunt in de uitwedstrijd in IJsland in 1957.

### Minivoetbal
In 1968 was Van Herpe een van de medestichters van de Nationale Onafhankelijke Minivoetbalbond (NOMB) die later omgedoopt werd tot de Vlaamse Minivoetbalfederatie.
In 2016 werd de federatie door een fusie met Voetbalfederatie Vlaanderen opgeheven en geïntegreerd in Voetbal Vlaanderen.
Herpe overleed op 26 maart 2024 op 90-jarige leeftijd.